# CNN Arena
CNN Arena é um programa de televisão brasileiro produzido e exibido pela CNN Brasil desde 2 de dezembro de 2022. É exibido de segunda-feira a sexta-feira às 18h.
No programa, os comentaristas comentam as notícias do dia, sobretudo sobre a política. O economista Joel Pinheiro é comentarista fixo.

## História
O programa teve início em dezembro de 2022 com Felipe Moura Brasil como apresentador (antes era um quadro exibido no CNN Prime Time, para cobertura das Eleições 2022, mas ficou fixo após as mudanças no canal). Em 19 de abril de 2023, Felipe Moura foi demitido da CNN Brasil, após polêmica envolvendo o senador Sergio Moro. Ainda em abril de 2023, a jornalista Raquel Landim assumiu o posto de âncora do programa. Em 26 de junho, Raquel Landim deixou o CNN Arena para assumir o CNN 360°, no lugar de Daniela Lima, que saiu do canal. Com a mudança, Leandro Magalhães assumiu o programa.

## Apresentação

### Apresentador titular
- Leandro Magalhães

### Ex-apresentadores
- Felipe Moura Brasil
- Raquel Landim

## Comentarista(s)
- Joel Pinheiro[7]